# Callitriche fuscicarpa
Callitriche fuscicarpa är en grobladsväxtart som beskrevs av Lansdown. Callitriche fuscicarpa ingår i släktet lånkar, och familjen grobladsväxter. Inga underarter finns listade i Catalogue of Life.